# 15 Pułk Piechoty Cesarstwa Austriackiego
15 Pułk Piechoty Cesarstwa Austriackiego – jeden z austriackich pułków piechoty okresu Cesarstwa Austriackiego.
Okręg poboru: Czechy, od 1813 Morawy.

## Mundur
- Typ: niemiecki
- Bryczesy: białe
- Wyłogi: czerwień maderska
- Guziki: żółte

## Garnizony
- 1805 Chrudim
- 1807 Königgrätz/ Hradec Králové
- 1809 Chrudim
- 1812 Troppau/ Opawa
- 1814 Neu-Sandez/ Nowy Sącz
- 1815 Troppau/ Opawa